# Плюшов
Плюшов (нім. Plüschow) — громада в Німеччині, розташована в землі Мекленбург-Передня Померанія. Входить до складу району Північно-Західний Мекленбург. Складова частина об'єднання громад Грефесмюлен-Ланд.
Площа — 19,83 км2. Населення становить Невірний параметр metadata 13 074 063 ос. (станом на 31 грудня 2020).

## Галерея

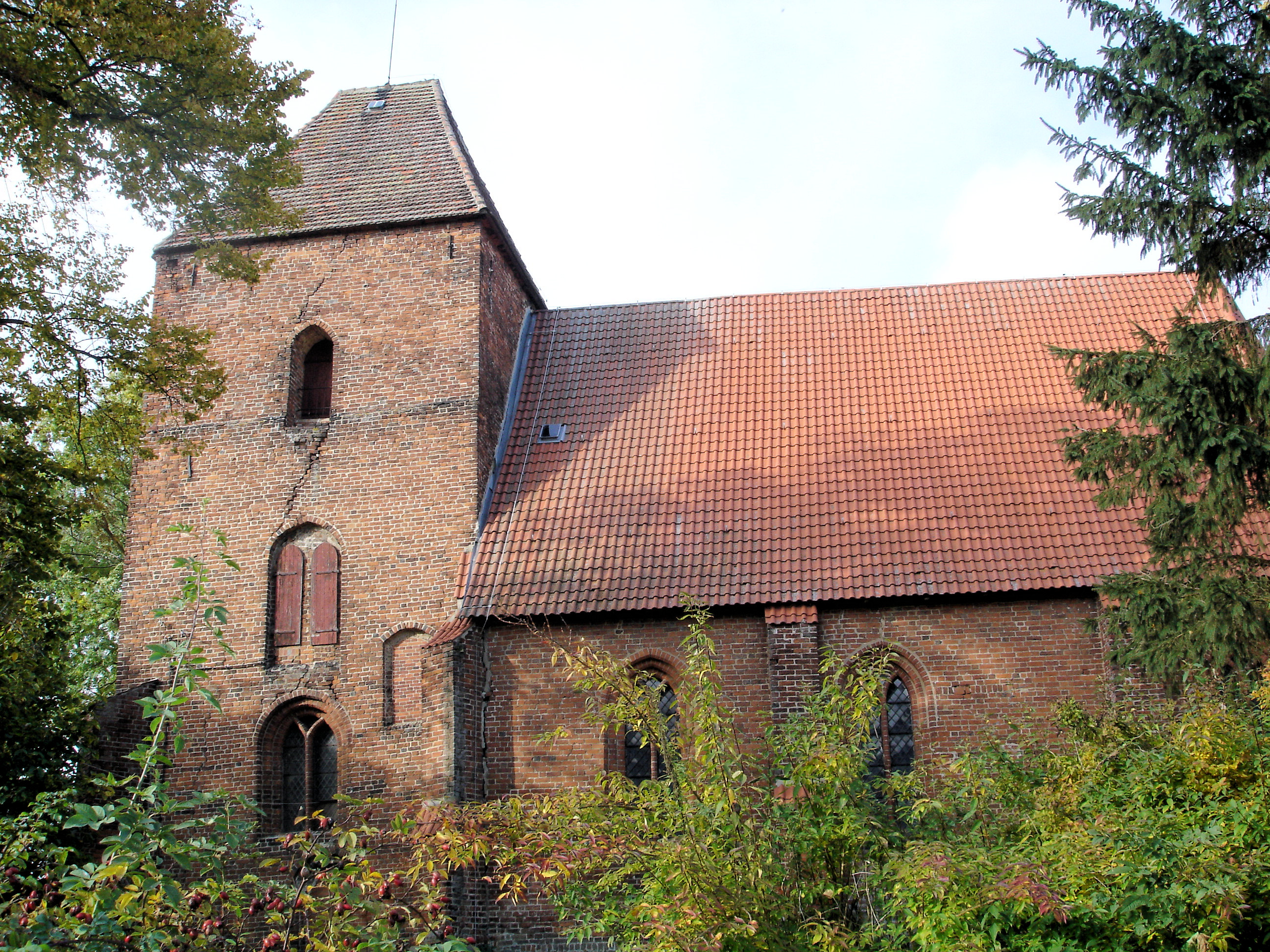